# مختبر ومكتب فولتا
أنشأ ألكسندر جراهام بيل مختبر ومكتب فولتا Volta Laboratory and Bureau (المعروفين أيضًا باسم مختبر ألكسندر جراهام بيل، أو بيت عربة بيل أو مختبر بيل ومكتب فولتا) في منطقة جورج تاون، في واشنطن العاصمة.
تأسس مختبر فولتا في عامي 1880-1881م على يد تشارلز سامنر تاينتر وابن عم جراهام بيل، تشيتشيستر بيل، وذلك بهدف القيام بالبحث والتطوير في مجال الاتصالات السلكية واللاسلكية، وتطوير جهازالحاكي (الفونوغراف)، وغيرها من التقنيات.
واستخدم جراهام بيل الأموال التي جمعها من أعمال مختبر فولتا لتأسيس مكتب فولتا لاحقًا في عام 1887م، وذلك «لزيادة ونشر المعرفة المتعلقة بالصم»، واندمج المكتب مع الجمعية الأمريكية لتشجيع وتعليم الكلام للصم (AAPTSD) في عام 1908م. أُعيد تسميته باسم جمعية ألكسندر جراهام بيل للصم في عام 1956م ثم إلى جمعية ألكسندر جراهام بيل للصم وضعاف السمع في عام 1999م.

## التاريخ
بُني المبنى الحالي، وهو معلم تاريخي وطني أمريكي، في عام 1893م تحت إشراف ألكسندر جراهام بيل ليكون مركزًا للمعلومات للصم وضعاف السمع. واشتهر بيل بحصوله على أول براءة اختراع للهاتف في عام 1876م، وكان أيضًا شخصية بارزة في جيله في مجال تعليم الصم. وكان جده ووالده وأخوه الأكبر مدرسين للنطق وكان بيل الأصغر يعمل معهم.
وُلِد جراهام بيل في إدنبرة، اسكتلندا ، وانتقل إلى كندا مع عائلته في عام 1870م وذلك بعد وفاة إخوته، وبعد عام انتقل إلى بوسطن للتدريس في مدرسة نهارية خاصة للأطفال الصُم. كانت والدة بيل وزوجته صماء، مما أثر بشكل عميق على عمل حياته. وقد أصبح معلمًا مشهورًا بفتحه فصلًا خاصًا عاديًا لتدريب مدرسي الكلام للصم وباعتباره أستاذًا في فسيولوجيا الصوت وميكانيكا الكلام في جامعة بوسطن. وخلال ذلك الوقت، اخترع أيضًا جهاز الفونوغراف المحسن، والتلغراف المتعدد ، والتلغراف الناطق، أو الهاتف، والعديد من الأجهزة الأخرى.
في عام 1879م، انتقل جراهام بيل وزوجته مابل هوبارد، التي كانت صماء منذ الطفولة المبكرة، إلى واشنطن العاصمة. وفي العام التالي، منحت الحكومة الفرنسية بيل جائزة فولتا Volta Prize بقيمة 50 ألف فرنك (ما يعادل 330,000 دولار أمريكي تقريبًا بالقيمة الحالية للدولار ) وذلك لاختراعه الهاتف. استخدم بيل الأموال لإنشاء صندوق ائتماني، وأسماه صندوق فولتا، وأسس جمعية مختبر فولتا، بالتعاون مع ابن عمه تشيستر أ. بيل وسومنر تاينتر. ركز المختبر على الأبحاث المتعلقة بتحليل وتسجيل ونقل الصوت. وفي عام 1887م، نقلت جمعية مختبرات فولتا براءات اختراع التسجيل الصوتي واختراع الفونوغراف الممنوحة لها إلى شركة الجرافون الأمريكية (التي تطورت فيما بعد إلى شركة كولومبيا للتسجيلات). كان ألكسندر بيل عازمًا على تحسين حياة الصُم، فخصص جزءًا من حصته من الأرباح لتأسيس مكتب فولتا كأداة «لزيادة ونشر المعرفة المتعلقة بالصم».
عمل مكتب فولتا بالتعاون الوثيق مع الجمعية الأمريكية لتعزيز تعليم الكلام للصم (AAPTSD) التي بدأ تنظيمها في عام 1890م، وانتُخِب بيل رئيسًا لها. اندمج مكتب فولتا رسميًا مع الجمعية في عام 1908م، وكان يُعرف باسم جمعية ألكسندر جراهام بيل للصم منذ عام 1956، ثم تغير الاسم إلى جمعية ألكسندر جراهام بيل للصم وضعاف السمع منذ عام 1999م. يُطلق عليه بشكل غير رسمي اسم "AG Bell".

### الانتقال من مختبر فولتا إلى مكتب فولتا

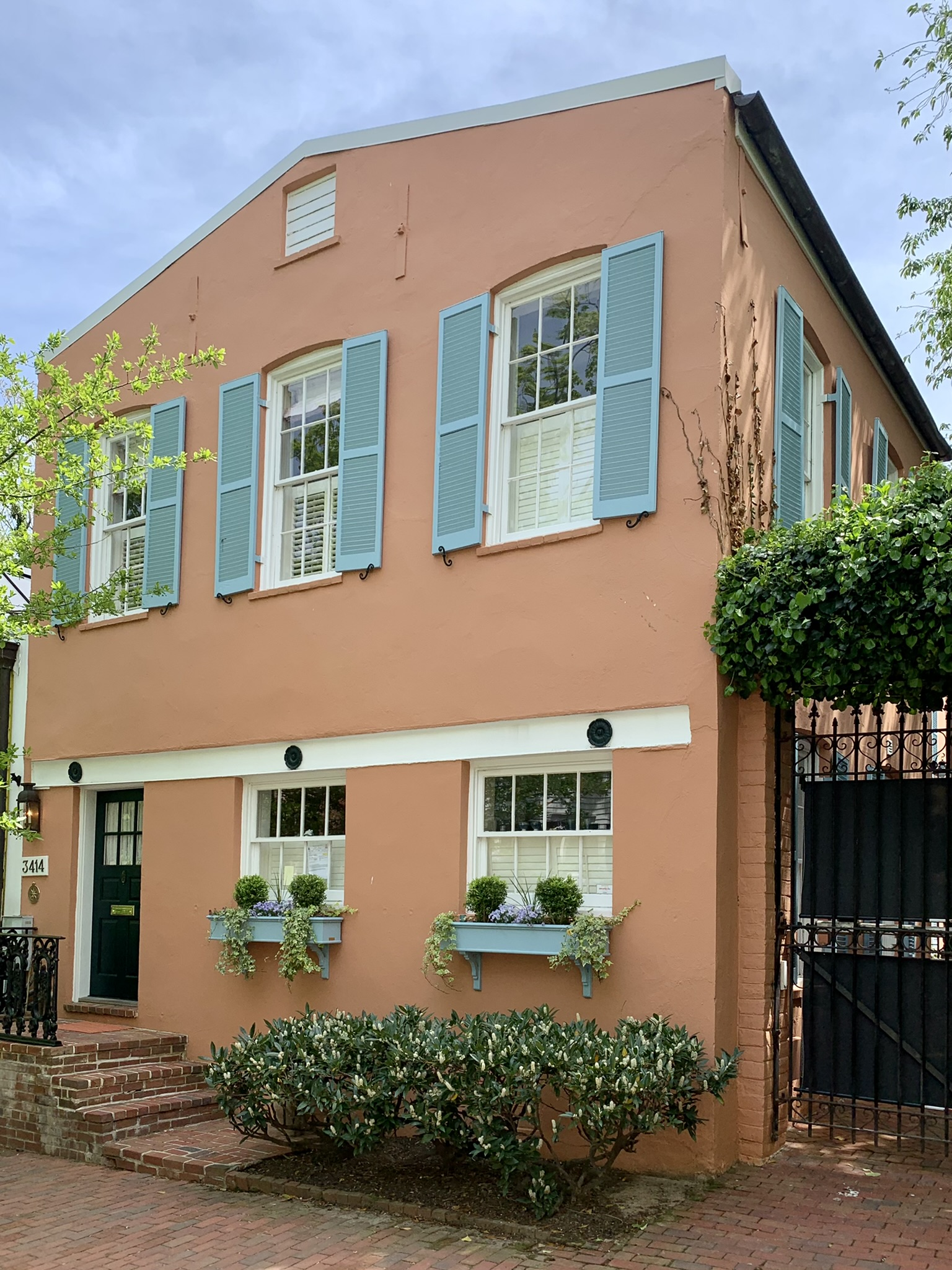
مختبر فولتا الذي استخدمه بيل من عام 1885م إلى عام 1922م.

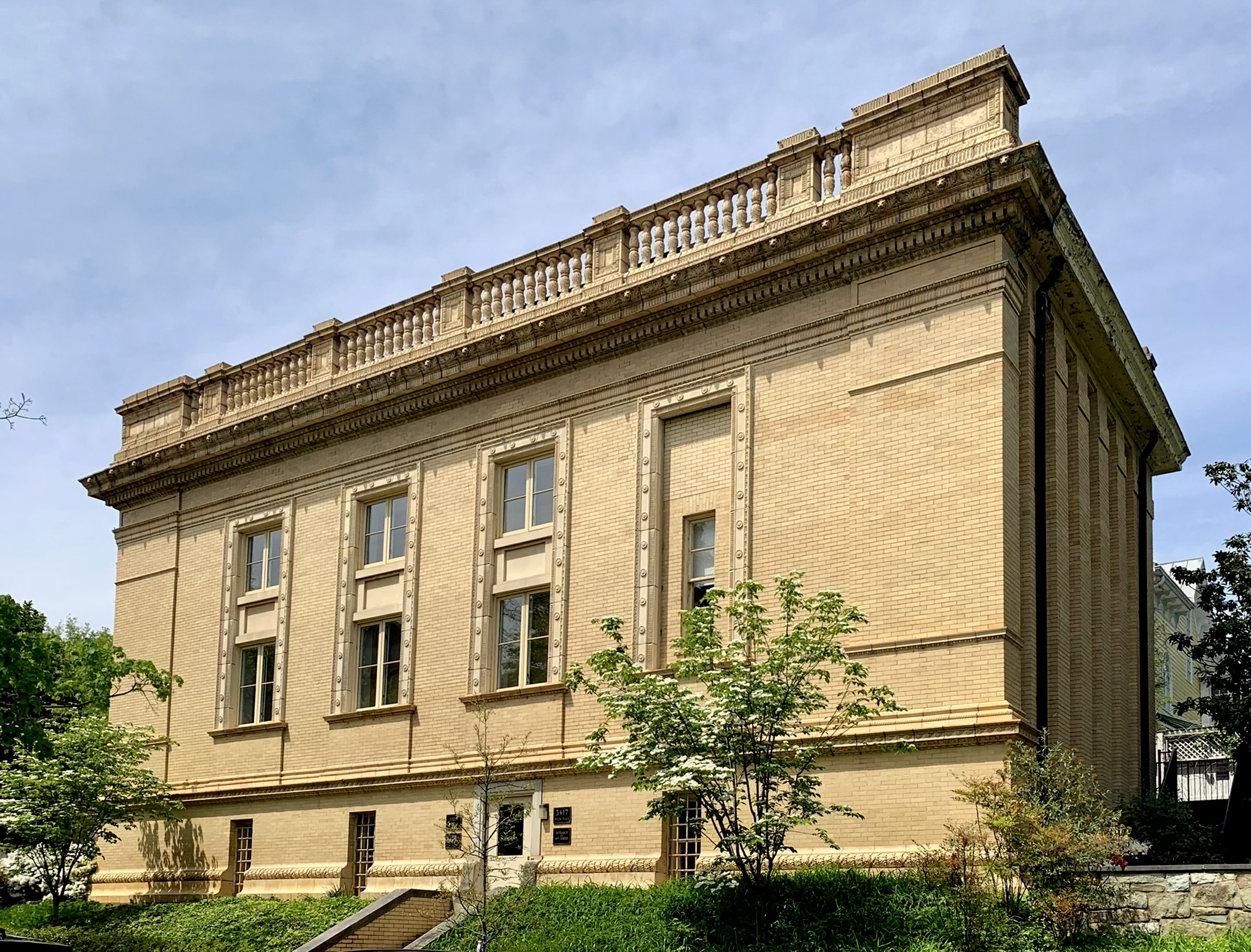
مكتب فولتا في عام 2022م.

منذ قرابة عام 1879م، أجرى جراهام بيل أبحاثه الفيزيائية الأولى في واشنطن العاصمة، في مختبره الأول، وقد كان منزلًا مستأجرًا، يقع في شارع 1325 L بـ NW، ثم في خريف عام 1880م انتقل إلى شارع 1221 كونيتيكت. ثم نُقل المختبر لاحقًا إلى شارع 2020 F في وقت ما بعد يناير 1886م. وكان اثنان من زملائه يقومان بإجراء معظم أعمال المشروع في المختبر، مما مكَّن بيل من الانخراط في أبحاث موسعة حول أسباب الصمم بالإضافة إلى طرق تحسين حياة الصم، وقد دفعه ذلك إلى إنشاء مكتب فولتا في عام 1887م. وفي عام 1889م، انتقل بيل وعائلته من قصر برودهيد-بيل إلى منزل جديد بالقرب من منزل والده، ألكسندر ميلفيل بيل. وبين عامي 1889م و1893م، كان مكتب فولتا يقع في مكان العربات في الجزء الخلفي من منزل والد بيل، في شارع 1527 في واشنطن العاصمة. زاد عمل المكتب إلى حد أنه في عام 1893م، بنى بيل، بمساعدة والده، مبنى كلاسيكي جديد من الطوب الأصفر والحجر الرملي خصيصًا لينقل إليه المؤسسة.
شُيد مبنى المكتب الجديد بالقرب من منزل والده، الذي كان مكان العربات الخاصة به هو مقره الأصلي، حيث يفصل بينهما شارع. في 8 مايو 1893م، أقامت هيلين كيلر البالغة من العمر 13 عامًا، حفل كسر العشب sod-breaking لبدء تشييد مبنى مكتب فولتا الجديد.
سُمي "مكتب فولتا" بهذا الاسم في عام 1887م بناءً على اقتراح جون هيتز، أول مشرف عليه، والباحث السابق مع بيل. ظل هيتز هو المشرف الأول للمكتب حتى وفاته في عام 1908م. تغير أيضًا اسم صندوق بيل السابق، صندوق فولتا، إلى صندوق مكتب فولتا بعد إنشاء المكتب، باستثناء 25000 دولار أمريكي حولها بيل إلى الجمعية الأمريكية لتعزيز تعليم الكلام للصم AAPTSD، وهي واحدة من المنظمات العديدة للصم التي تبرع بيل لها في النهاية بقرابة 450.000 دولار (حوالي 15,000,000 دولار بالدولار الحالي) بدءًا من ثمانينيات القرن التاسع عشر.
اكتمل بناء المبنى، وهو على هيئة معبد كورنثي على الطراز التقليدي الجديد من الحجر الرملي الأصفر الذهبي المتطابق والطوب الروماني مع تفاصيل معمارية من الطين، في عام 1893م وفقًا لتصميم بيبودي وستيرنز من بوسطن. يعتبر تصميم المبنى فريدًا من نوعه في منطقة جورج تاون في واشنطن، بسبب طرازه الأكاديمي المتجدد. وقد أُعلن ضم المبنى ليكون معلمًا تاريخيًا وطنيًا في عام 1972م.
وفي حين كانت المهمة الموكلة لمكتب فولتا هي إجراء البحوث في مجال الصمم بالإضافة إلى الاستراتيجيات التربوية ذات الصلة، واصل جراهام بيل أعماله العلمية والهندسية والإبداعية الأخرى لبقية حياته، والتي أجراها بشكل أساسي في المختبر الأحدث والأكبر الذي بناه في عقاره في نوفا سكوشا. على الرغم من أن بيل وصف مهنته طوال حياته بأنها «معلم للصم»، إلا أن أنشطته الرئيسية كانت تدور حول الاكتشافات والاختراع العلمي العام.
بحلول عام 1887م، جرى توزيع أصول جمعية مختبر فولتا بين شركائها وتوقفت أعمالها الجماعية. وفي عام 1895م، خصص والد بيل، عالم اللغة وفن الإلقاء الشهير ألكسندر ميلفيل بيل، الذي ألف أكثر من 45 منشورًا عن الإلقاء واستخدام الكلام المرئي للصم ومواضيع مماثلة ذات صلة، جميع حقوق الطبع والنشر لمنشوراته لمكتب فولتا لتحقيق منفعة مالية للمكتب. تطور مكتب فولتا لاحقًا إلى جمعية ألكسندر جراهام بيل للصم وضعاف السمع (المعروفة أيضًا باسم AG Bell)، واستمرت أعمال الجمعية بنشاط حتى يومنا هذا بموجب ميثاقها الخاص.

## مشاريع المختبر
تأسست جمعية مختبر فولتا، أو جمعية فولتا، بموجب اتفاقية قانونية رسمية في 8 أكتوبر عام 1881م (بتاريخ 1 مايو من نفس العام)، مما يجعل جمعية مختبر فولتا هي المالكة لبراءات الاختراع الخاصة بها. وقد جرى حلها في عام 1886م عندما نُقلت أصول الملكية الفكرية للتسجيلات الصوتية إلى شركة Volta Graphophone. كانت الجمعية تتألف من ألكسندر جراهام بيل، وتشارلز سومنر تاينتر، وابن عم بيل، الكيميائي البريطاني الشهير الدكتور تشيتشيستر بيل.

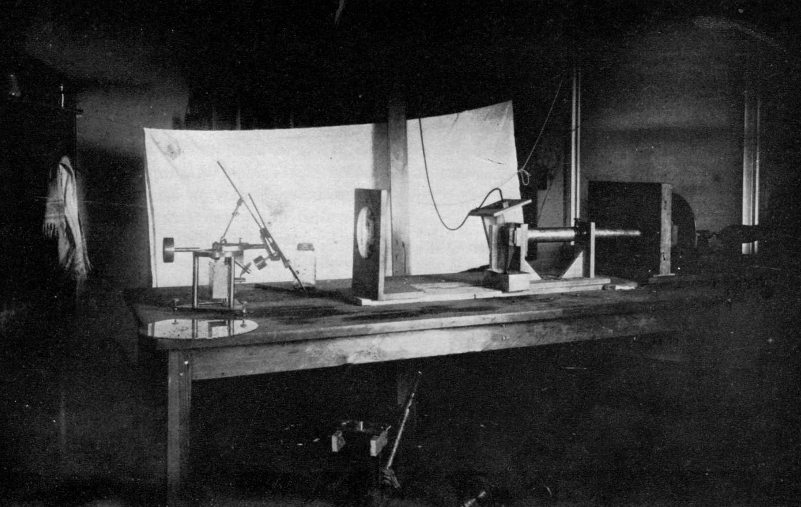
صورة مختبرية نادرة تعود إلى عام 1884م تظهر التسجيل التجريبي لأنماط الصوت بواسطة عملية تصويرية (صورة سميثسونيان رقم 44312-E).

خلال ثمانينيات القرن التاسع عشر، عملت شركة فولتا على مشاريع مختلفة، في بعض الأحيان بشكل فردي أو جماعي. كان العمل في المختبر في الأصل يركز على تطبيقات الهاتف، ولكن بعد ذلك تحول إلى البحث الصوتي بناءً على توجيهات تاينتر. وهذه قائمة بمشاريع وإنجازات المختبر (قائمة جزئية):
- "جهاز قياس الشعاع المتقطع" - يُستخدم في التحليل الطيفي وفي توليد النغمات النقية (1880م)؛[17]
- الهاتف الضوئي – هاتف ضوئي لاسلكي، ويُعد السلف لاتصالات الألياف الضوئية (فبراير 1880م)؛[3][16][18]
- التجارب في التسجيل المغناطيسي – محاولات تسجيل الأصوات المثبتة بشكل دائم على أسطوانات مطلية بالكهرباء (ربيع 1881م)؛
- جهاز تنفس اصطناعي أطلق عليه بيل اسم "سترة الفراغ"، وقد بدأ بإنشائه بعد وفاة أحد أبنائه الخدج بسبب عدم نضوج رئتيه (1881م)؛[19]
- "المطياف spectrophone" - مشتق من الفوتوفون، يُستخدم للتحليل الطيفي عن طريق الصوت (أبريل 1881م)؛[20]
- كاشف معادن محسن - جهاز لكشف المعادن يُصدر إشارة مسموعة، وقد بدأ بإنشائه في محاولة لإنقاذ حياة الرئيس جيمس أ. جارفيلد (يوليو 1881م)؛[16][21]
- 'منظم السرعة' لمشغلات الأسطوانات (خريف 1882م)؛
- " قلم التسجيل الهوائي"، وهو قلم تسجيل كهربائي هوائي مصمم لتقليل الضوضاء الخلفية أثناء تشغيل التسجيل، مما أدى إلى منح براءة اختراع أمريكية رقم 341,212 في 4 مايو 1886م (المعروف باسم مسجل نفث الهواء) (نوفمبر 1885م)؛
- مقياس السمع – يستخدم في كل من الاتصالات السلكية واللاسلكية وللمساعدة في دراسات الصمم،[16]

«... فضلاً عن العديد من التحسينات الأخرى المهمة والحاسمة تجاريًا لجهاز الحاكي (فونوغراف)، والتي قاموا خلالها بإنشاء الاسم التجاري لأحد منتجاتهم - الجرافوفون (تحريف مَرِح لكلمة فونوغراف).»

### انتقال تاينتر إلى المختبر
التقى بيل في وقت سابق بزميله المقيم في كامبريدج، تشارلز سامنر تاينتر، وهو صانع أدوات شاب علَّم نفسه بنفسه، وكان قد عُين في البعثة الجيوديسية للجنة عبور كوكب الزهرة الأمريكية إلى نيوزيلندا لمراقبة عبور الكوكب الشمسي في ديسمبر 1874م. افتتح تاينتر بعد ذلك متجرًا لإنتاج الأدوات العلمية في كامبريدجبورت، ماساتشوستس. كتب لاحقًا عن لقائه الأول مع بيل: «... ذات يوم، تلقيت زيارة من رجل محترم للغاية ذو شعر أسود ولحية، أعلن عن نفسه بأنه السيد أ. جراهام بيل. جذبني أسلوبه وطريقة حديثه بشكل كبير... ».
وبعد وقت قصير من إنشاء شركة بيل للهاتف، أخذ بيل عروسه، مابل هوبارد، إلى أوروبا لقضاء شهر عسل طويل. في ذلك الوقت طلب من تاينتر الانتقال من كامبريدج إلى واشنطن لبدء تشغيل المختبر الجديد. وافق ابن عم بيل، تشيتشيستر بيل، الذي كان يدرس الكيمياء في الكلية في لندن، أيضًا على القدوم إلى واشنطن باعتباره الشريك الثالث. كان إنشاء المختبر بسيطًا نسبيًا؛ وفقًا للسيرة الذاتية لتايتنر:
ويبدو أن بيل أمضى وقتًا قصيرًا في مختبر فولتا. تصور مخطوطة تاينتر غير المنشورة وملاحظاته (التي تبرع بها لاحقًا للمتحف الوطني للتاريخ الأمريكي التابع لمؤسسة سميثسونيان)  بيل باعتباره الشخص الذي اقترح الخطوط الأساسية للبحث، ووفر الموارد المالية، ثم سمح لشركائه بالحصول على الفضل في العديد من الاختراعات التي نتجت عن ذلك. تشتمل الآلات التجريبية التي بُنيت في مختبر فولتا على كل من أنواع الأقراص والأسطوانات، مع بعض الأقراص الدوارة التي تدور رأسياً حول محور أفقي، بالإضافة إلى مسجل شرائط غير مغناطيسي يعمل يدويًا. وقد جرى التبرع بالتسجيلات والأشرطة المستخدمة مع الآلات إلى مجموعات متحف التاريخ الطبيعي التابع لمؤسسة سميثسونيان، ويُعتقد أنها أقدم التسجيلات الصوتية الأصلية القابلة للتكرار والمحفوظة في أي مكان في العالم. في حين أن بعضها كان مخدوشًا ومتشققًا، إلا أن البعض الآخر كان لا يزال في حالة جيدة عند استلامه.

### الفوتوفون

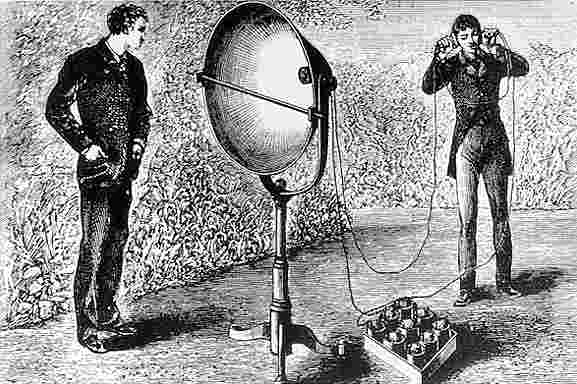
جهاز استقبال الهاتف الضوئي الخاص بـ بيل وتاينتر، وهو أحد أجزاء الجهاز الذي يقوم بإجراء الاتصالات الهاتفية الضوئية.

اخترع بيل ومساعده آنذاك سومنر تاينتر في 19 فبراير 1880م، الهاتف الضوئي Photophone، المعروف أيضًا باسم الهاتف اللاسلكي radiophone في مختبر بيل في واشنطن العاصمة.
كان بيل يعتقد أن الهاتف الضوئي هو اختراعه الأكثر أهمية. حيث سمح الجهاز بنقل الصوت على شعاع الضوء. وفي الأول من أبريل عام 1880م، (يُذكر أيضًا على أنه حدث في الثالث من يونيو)، نقل مساعد بيل أول رسالة هاتفية لاسلكية في العالم إليه عبر شكل الاتصالات الذي اخترعوه حديثًا، وهو السلف المتقدم جدًا لاتصالات الألياف الضوئية. حيث أرسل المكالمة اللاسلكية من مدرسة فرانكلين إلى نافذة مختبر بيل، على بعد قرابة 213 مترًا.
فمن بين براءات الاختراع الثماني عشرة الممنوحة باسم بيل وحده، والاثنتي عشرة التي شاركها مع زملائه، كانت أربع براءات اختراع للهاتف الضوئي، الذي أشار إليه بيل بأنه «أعظم إنجازاته»، وكتب أن الهاتف الضوئي كان «أعظم اختراع قمت به على الإطلاق، أعظم من الهاتف».
نقل بيل حقوق الهاتف الضوئي إلى شركة بيل الوطنية للهاتف في مايو 1880م. وصدرت براءة الاختراع الرئيسية لجهاز الفوتوفون (U.S. Patent 235٬199 لجهاز الإشارات والاتصالات، المسمى الفوتوفون)، في ديسمبر 1880م،  قبل عدة عقود من إمكانية تطبيق مبادئه في التطبيقات العملية.

### تسجيل الصوت وتطوير الفونوغراف

#### التحدي المبكر
أخذ بيل واثنان من زملائه الفونوغراف المصنوع من ورق القصدير الذي ابتكره إديسون، وعدلوه بشكل كبير لجعله قادراً على إنتاج الصوت من الشمع بدلاً من ورق القصدير. وبدأوا عملهم في واشنطن العاصمة عام 1879م، واستمروا حتى حصلوا على براءات اختراع أساسية عام 1886م للتسجيل بالشمع.
حفظوا ما يقرب من 20 قطعة من الأجهزة التجريبية، بما في ذلك عدد من الآلات الكاملة، في مؤسسة سميثسونيان. وقد وُضعت أول آلة تجريبية قاموا بها في صندوق في أرشيف مؤسسة سميثسونيان في عام 1881م للرجوع إليها في حالة نشوء نزاع لاحق بشأن براءة الاختراع. وقد سلّم ألكسندر جراهام بيل الأجهزة الباقية إلى المتحف الوطني في دفعتين في عامي 1915م و1922م. كان بيل متقدمًا في السن في ذلك الوقت، وكان مشغولًا بتجاربه المتعلقة بالقوارب الشراعية والطيران في نوفا سكوشا.
في عام 1947م حصل المتحف على مفتاح الصندوق المغلق لأجهزة « الجرافوفونات» التجريبية، وقد سموها بذلك لتمييزها عن «"فونوغراف» إديسون. وفي ذلك العام، تبرعت السيدة لورا ف. تاينتر أيضًا لمتحف التاريخ الطبيعي الوطني التابع لمؤسسة سميثسونيان بعشرة دفاتر مجلدة، بالإضافة إلى السيرة الذاتية غير المنشورة لتاينتر. وقد وصفت هذه المادة بالتفصيل الإبداعات الغريبة والتجارب الأكثر غرابة التي أجريت في المختبر والتي أدت إلى تحسين أجهزة الفونوغراف بشكل كبير في عام 1886م والتي ساعدت في تأسيس صناعات آلات التسجيل والإملاء.
كان توماس أديسون هو مَن اخترع الفونوغراف في عام 1877م. لكن الشهرة التي اكتسبها إديسون بفضل هذا الاختراع (الذي يُطلق عليه أحيانًا اسم الأكثر أصالة) لم تكن بسبب جودته. كان التسجيل باستخدام الفونوغراف المصنوع من ورق القصدير صعبًا للغاية بحيث لا يمكن تطبيقه عمليًا، حيث كان ورق القصدير يتمزق بسهولة، وحتى عندما يُضبط القلم بشكل صحيح، فإن إعادة إنتاج الصوت كانت مشوهة وتصدر صريرًا، وكانت صالحة فقط لعدد قليل من عمليات التشغيل؛ ومع ذلك، يُعد إديسون سابقًا في اكتشاف فكرة تسجيل الصوت. ومع ذلك، لم يعمل على تحسين جودته، ويرجع ذلك على الأرجح إلى اتفاق يقضي بقضاء السنوات الخمس التالية في تطوير نظام الإضاءة الكهربائية والطاقة في مدينة نيويورك.
وفي الوقت نفسه، كان جراهام بيل، العالِم والباحث، يبحث عن عوالم جديدة لغزوها بعد اختراعه للهاتف. وفقًا لسومنر تاينتر، كان جاردينر جرين هوبارد هو السبب وراء اهتمام بيل بمجال تكنولوجيا الفونوغراف الناشئ. تزوج بيل من مابل ابنة هوبارد في عام 1879م بينما كان هوبارد رئيسًا لشركة إديسون للفونوغراف المتحدث. كان هوبارد أيضًا أحد المساهمين الخمسة في شركة Edison Speaking Phonograph، التي اشترت براءة اختراع Edison مقابل 10000 دولار أمريكي وأرباح بنسبة 20٪ من أرباح الشركة. ولكن شركة الفونوغراف التابعة لهوبارد سرعان ما تعرضت للتهديد بالكارثة المالية لأن الناس لم يرغبوا في شراء آلة نادراً ما تعمل وكان من الصعب أيضاً على الشخص العادي تشغيلها.
بحلول عام 1879م، تمكن هوبارد من إثارة اهتمام بيل بتحسين الفونوغراف، واتفقا على إنشاء مختبر في واشنطن العاصمة. كما أُجريت تجارب على الهاتف وتقنيات الاتصالات الأخرى مثل نقل الصوت بالضوء، مما أدى إلى ظهور الهاتف الضوئي الذي يحتوي على خلايا السيلينيوم. قرر كل من عائلتا هوبارد وبيل الانتقال إلى العاصمة، ويرجع ذلك جزئيًا إلى التحديات القانونية العديدة التي واجهت براءة اختراع الهاتف الرئيسية التي حصل عليها بيل في عام 1876م. بالإضافة إلى ذلك، أصبحت واشنطن مركزًا للمنظمات العلمية والمؤسسية، الأمر الذي سهّل أيضًا عمل بيل البحثي.

#### الجرافوفون

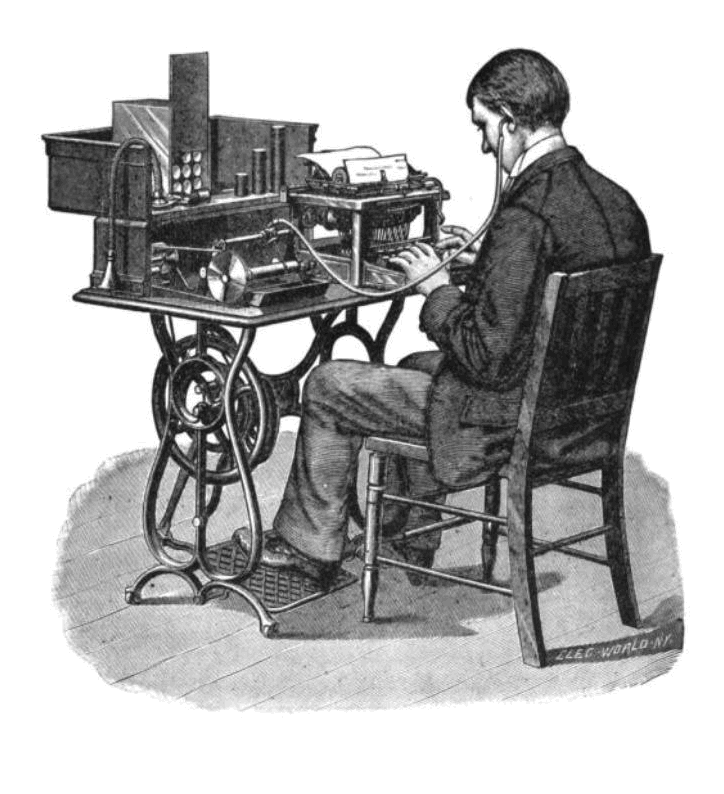
نموذج 2'G' (جراهام بيل) من الجرافوفون يقوم كاتب بتشغيله بعد تسجيل الإملاء مسبقًا.

بحلول عام 1881م، نجحت شركة فولتا في تحسين جهاز الفونوغراف المصنوع من ورق القصدير الذي أنتجه إديسون بشكل كبير. فقد ملأوا أخدود أسطوانة الحديد الثقيلة بالشمع، ثم بدلاً من لف ورقة من الرقائق المعدنية حولها واستخدام قلم حاد لنقش التسجيل في الرقائق المعدنية، كما فعل إديسون، فقد استخدموا قلمًا يشبه الإزميل لنقش التسجيل على الشمع. وكانت النتيجة تسجيلا أكثر وضوحا. لكن بدلاً من التقدم بطلب للحصول على براءة اختراع في ذلك الوقت، وضعوا الآلة في صندوق معدني مُغلق وأودعوه في متحف سميثسونيان، محددين أنه لا يجوز فتحه دون موافقة اثنين من الرجال الثلاثة. بحلول عام 1937م، كان تاينتر هو الشخص الوحيد الذي لا يزال على قيد الحياة من بين الشركاء الثلاثة، وسمح بفتح الصندوق المحفوظ في متحف سميثسونيان. وفي هذه المناسبة، تجمع أحفاد ألكسندر جراهام بيل في واشنطن، لكن تاينتر، الذي كان يكن إعجابًا كبيرًا ببيل طيلة حياته، كان مريضًا للغاية ولم يتمكن من الحضور وظل في منزله في سان دييغو.
كان هناك نقش للتسجيل الصوتي في الأخدود المملوء بالشمع في الجهاز المُعدل. وعندما شغلوه، سمعوا صوتًا من الماضي البعيد، وهو يتلو اقتباسًا من مسرحية هاملت لشكسبير: «هناك أشياء أكثر في السماء والأرض، هوراشيو ، مما تحلم به فلسفتك ...» وأيضًا، صوت يقول عبارة غريبة: «أنا جرافون وكانت والدتي فونوغراف».
اعتقدت ابنة بيل السيدة جيلبرت جروسفينور أن الصوت الخافت هو صوت والدها، وعلقت: «هذا هو النوع من الأشياء التي كان والدي يقولها. كان دائمًا يقتبس من الكلاسيكيات.» جرى التعرف على الصوت لاحقًا بواسطة تاينتر على أنه في الواقع صوت جدها لأبيها، ألكسندر ميلفيل بيل. أُعيد تشغيل التسجيل التاريخي، الذي لم يُسمع منذ عام 1937م، مرة أخرى في عام 2013م وصار متاحًا عبر الإنترنت.
وكانت طريقة إعادة إنتاج الصوت المستخدمة على الجهاز أكثر إثارة للاهتمام من الاقتباس. بدلاً من القلم والحجاب الحاجز التقليديين، فقد استخدم نفاثة من الهواء المضغوط. وكان تاينتر قد سجل سابقًا، في 7 يوليو 1881:
كما جرّب الباحثون نفثات قلم أخرى من المعدن المنصهر والشمع والماء.
صُممت معظم آلات الأقراص في مختبر فولتا وثُبتت أقراصها على أقراص دوارة رأسية. وتفسير ذلك هو أنه في التجارب المبكرة، جرى تركيب القرص الدوار مع المخرطة، إلى جانب رؤوس التسجيل وإعادة إنتاج الصوت. وفي وقت لاحق، عند بناء النماذج الكاملة، كانت معظمها تتميز بطاولات دوارة رأسية.
كان أحد الاستثناءات المثيرة للاهتمام هو القرص الدوار الأفقي مقاس سبعة بوصات. على الرغم من أن هذه الآلة صُنعت في عام 1886م، إلا أنها كانت نسخة طبق الأصل من آلة صُنعت في وقت سابق ولكن نقلها تشيتشيستر بيل إلى أوروبا. وقد حصل تاينتر على براءة الاختراع رقم 385886 في 10 يوليو 1888م. إن ذراع اللعب صلبة باستثناء الحركة الرأسية المحورية بمقدار 90 درجة للسماح بإزالة السجل أو العودة إلى وضع البداية. أثناء التسجيل أو التشغيل، لم يدور السجل فحسب، بل تحرك أيضًا بشكل جانبي تحت القلم الذي وصف بالتالي شكلًا حلزونيًا، مسجلاً 150 أخدودًا في البوصة.
تعتبر تسجيلات بيل وتاينتر محفوظة بأسلوب القطع الجانبي أو أسلوب إديسون بالصعود والنزول hill-and-dale. استخدم إديسون لسنوات عديدة طريقة "التل والوادي (الصعود النزول)" مع كل من الأسطوانات والأقراص، ويُنسب إلى إميل برلينر اختراع أسطوانة الجرامفون المقطوعة جانبيًا في عام 1887م. كان زملاء فولتا يجربون كلا النوعين منذ وقت مبكر من عام 1881م، كما يتضح من الاقتباس التالي الذي قاله تاينتر:
كان التمييز الأساسي بين براءة اختراع الفونوغراف الأولى التي حصل عليها إديسون وبراءة اختراع بيل وتاينتر في عام 1886م هو طريقة التسجيل. كانت طريقة إديسون تتمثل في نقش الموجات الصوتية على قطعة من ورق القصدير بينما كان اختراع بيل وتاينتر يتطلب قطع أو "نقش" الموجات الصوتية على سجل من الشمع ozokerite wax باستخدام قلم تسجيل حاد. في كل خطوة من خطوات عملية الابتكار، سعى الشركاء أيضًا إلى الحصول على أفضل أنواع المواد المتاحة من أجل إنتاج أوضح للصوت ويسمح بإعادة إنتاج للصوت مسموعًا أكثر من مرة.
وقد أُشير إلى قوة براءة اختراع بيل وتاينتر في مقتطف من رسالة كتبها محامي براءات الاختراع في واشنطن إس تي كاميرون، الذي كان عضوًا في شركة المحاماة التي كانت تجري الدعاوى القضائية لشركة أميركان جرافوفون. كانت الرسالة المؤرخة في 8 ديسمبر 1914م موجهة إلى جورج سي ماينارد، أمين التكنولوجيا الميكانيكية في المتحف الوطني الأمريكي (المتحف الوطني للتاريخ الطبيعي الآن):
من بين التحسينات اللاحقة، استخدم الجرافوفون قلم قطع لإنشاء أخاديد جانبية متعرجة ذات عمق موحد في أسطوانات الورق المقوى المغلفة بالشمع بدلاً من الأخاديد المرتفعة والمنخفضة في تصميمات آلة الفونوغراف المعاصرة لإديسون في ذلك الوقت.
طوّر بيل وتاينتر أسطوانات من الورق المقوى المغلفة بالشمع لأسطوانات التسجيل الخاصة بهما بدلاً من أسطوانة الحديد الزهر التي ابتكرها إديسون والتي كانت مغطاة بغلاف رقيق قابل للإزالة من ورق القصدير (وسائط التسجيل الفعلية) وكان عُرضة للتلف أثناء التركيب أو الإزالة. حصل تاينتر على براءة اختراع منفصلة لآلة تجميع الأنابيب لإنتاج أنابيب الكرتون الملفوفة تلقائيًا والتي كانت الأساس لسجلات أسطوانات الشمع.
وبالإضافة إلى كونها أسهل بكثير في التعامل، فإن وسائط التسجيل الشمعية سمحت أيضًا بالتسجيلات الأطول وخلق جودة تشغيل فائقة. استخدمت تصميمات الجرافوفون في البداية دواسات القدم لتدوير التسجيلات والتي جرى استبدالها بعد ذلك بآليات دفع آلية أكثر ملاءمة والتي انتقلت في النهاية إلى المحركات الكهربائية، بدلاً من الكرنك اليدوي الذي استخدمه فونوغراف إديسون. سمحت التحسينات العديدة بالحصول على جودة صوت أفضل بكثير من جودة صوت جهاز إديسون.

#### التسجيلات الصوتية المغناطيسية
أُجريت العديد من التجارب لتحديث الجرافوفون. وصارت طريقة قطع الأسطوانة على الشمع هي الطريقة التي استُخدمت تجاريًا لاحقًا، بينما كل المحاولات الأخرى فقد جُربت مرة واحدة على الأقل. وقد دونت الملاحظة التالية التي تشرح أحد التجارب، يوم الأربعاء 20 مارس 1881م:
وقد أدت نتيجة هذه الأفكار الخاصة بالتسجيل بطريقة مغناطيسية إلى براءة اختراع (U.S. Patent 341٬287) ، والتي مُنحت في 4 مايو 1886م؛ والتي تعاملت فقط مع "إعادة إنتاج الأصوات من خلال عمل المغناطيسية عن طريق التسجيلات في المواد الصلبة."

#### التسجيلات البصرية/الفوتوغرافية

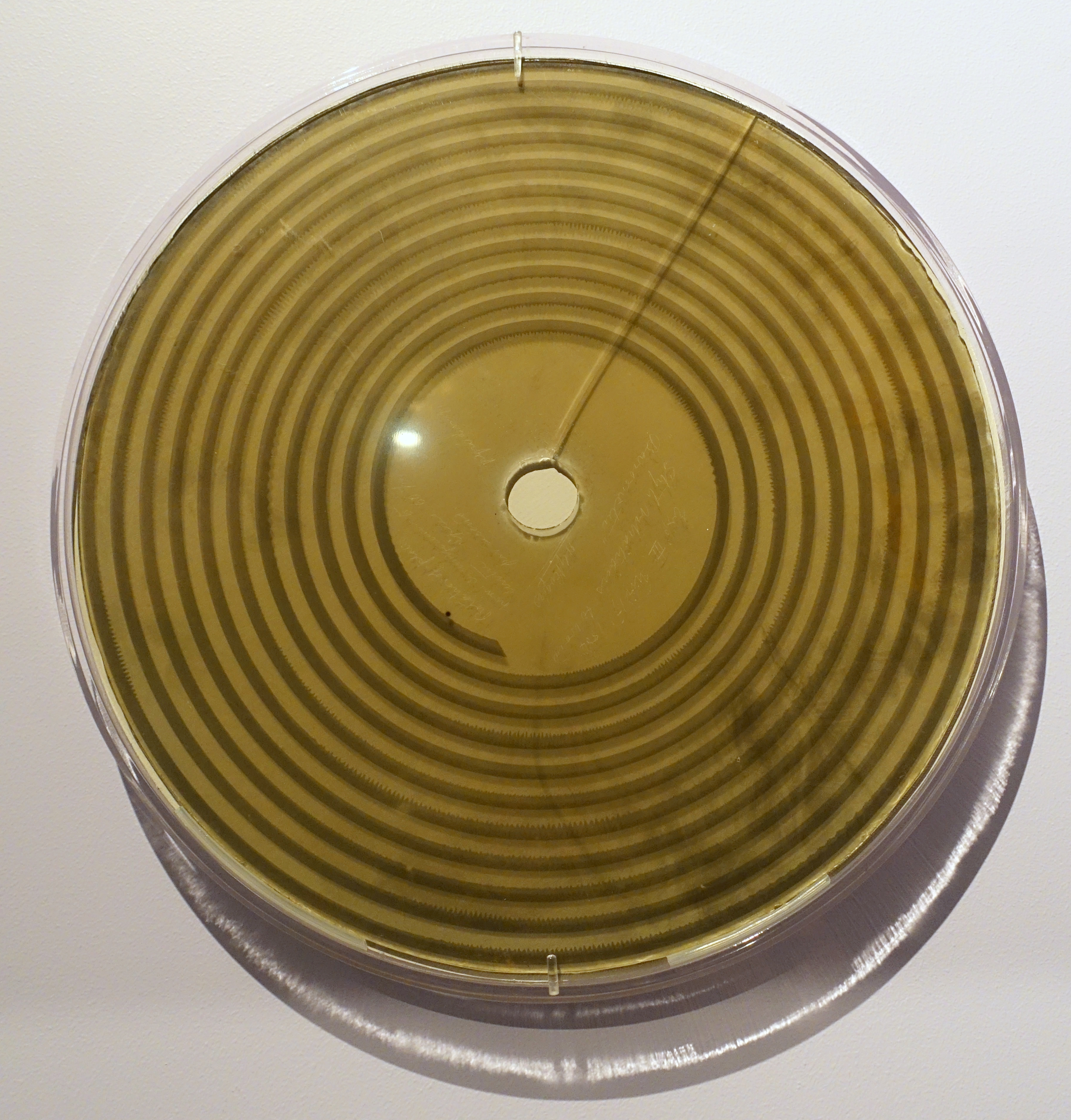
قرص الفونوغراف الزجاجي وعليه المستحلب الفوتوغرافي، ألكسندر جراهام بيل، صُنع في 17 نوفمبر 1885 - المتحف الوطني للتاريخ الأمريكي - DSC00110.

إضافة إلى تجارب التحديث السابقة فقد أُجريت تجارب في مختبر فولتا تتناول محاولة تسجيل الصوت باستخدام طريقة بصرية على الألواح الفوتوغرافية.

#### مسجل الشرائط

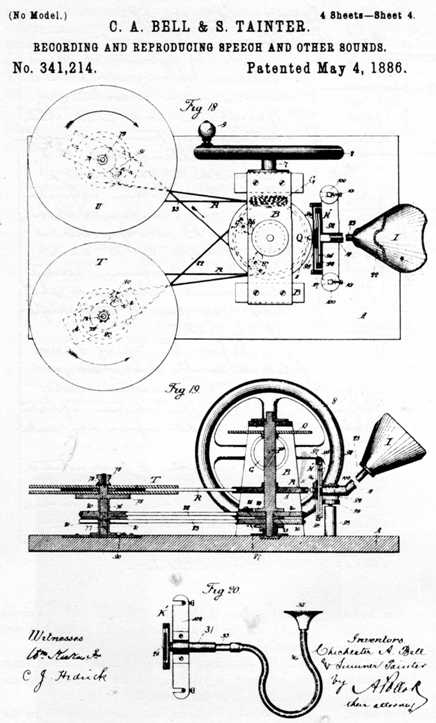
رسم براءة اختراع لمسجل شرائط غير مغناطيسي يعمل يدويًا.

سجل اثنان من باحثي مختبر فولتا براءة اختراع مسجل شرائط غير مغناطيسي وغير كهربائي يعمل يدويًا وذلك في عام 1886 (U.S. Patent 341٬214). كان الشريط بحجم 3/16 بوصة (4.8 شريط من الورق بعرض (مم) مغطى بغمسه في محلول من شمع العسل والبارافين وقد كُشط جانب واحد ليكون نظيفًا قبل أن يجف الطلاء. كانت الآلة، المصنوعة من الخشب القوي والمعادن، تعمل يدويًا عن طريق مقبض مثبت في حذافة. ينساب الشريط من بكرة قطرها ثماني بوصات (20.3 سم) ويمر حول بكرة ذات حواف توجيهية، حيث يُلامس إما قلم التسجيل أو قلم التشغيل (رأس استرجاع الصوت). ثم يُلف الشريط بعد ذلك على بكرة ثانية. يقوم قلم التسجيل الحاد، الذي يعمل بواسطة غشاء الميكا المهتز بسبب الصوت، بحفر أخدود في طبقة الشمع. وفي وضع التشغيل، يُثبت رأس قلم على غشاء مطاطي في الأخدود الذي سبق تسجيله. ويظهر الصوت المُعاد إنتاجه من خلال أنابيب استماع مطاطية مثل تلك الموجودة في سماعة الطبيب.
يمكن تعديل موضع رؤوس التسجيل وإعادة إنتاج الصوت، المثبتة بالتناوب على نفس العمودين، بحيث يمكن قطع العديد من التسجيلات على نفس الشريط المغطى بالشمع. على الرغم من أن هذه الآلة لم تُطور للاستخدام تجارياً، إلا أنها مثيرة للاهتمام باعتبارها سلفاً لجهاز تسجيل الشريط المغناطيسي الذي ظهر لاحقاً، والذي تشبهه في التصميم العام. وعند فحص الأشرطة في وقت لاحق في أحد مستودعات مؤسسة سميثسونيان، وُجد أنها أصبحت هشة، وكانت بكرات الورق الثقيلة ملتوية، وكان رأس التشغيل الخاص بالجهاز مفقودًا. إلا أنه مع بعض أعمال التجديد يمكن إعادة تشغيل هذه الآلة.

#### تسويق براءات اختراع الفونوغراف
في عام 1885م، عندما تأكدت شركة فولتا من امتلاكها لعدد من الاختراعات العملية، قدمت طلبات براءات الاختراع وبدأت أيضًا في البحث عن مستثمرين لتسويق تلك الاختراعات. وقد حصلت الشركة على براءات اختراع كندية وأمريكية لجهاز الجرافوفون في عامي 1885م و1886م على التوالي. كان الجرافوفون مخصصًا في الأصل للاستخدام التجاري بوصفه جهاز تسجيل وتشغيل إملاء. تأسست شركة جرافوفون Graphophone Company في فيرجينيا، في 6 يناير 1886م، وصدر خطاب تأسيسها رسميًا في 3 فبراير 1886م، حيث أسسها أحد أبناء عمومة بيل. وكان الهدف من إنشائها السيطرة على براءات الاختراع والتعامل مع التطوير التجاري لاختراعاتهم العديدة في تسجيل الصوت وإعادة إنتاجه، والتي أصبح أحدها أول آلة إملاء، تُسمى "الديكتافون Dictaphone".
بعد أن قدمت شركة فولتا العديد من العروض التوضيحية في مدينة واشنطن، أسس رجال الأعمال من فيلادلفيا شركة الجرافوفون الأمريكية في 28 مارس 1887م، وذلك لإنتاج الآلات اللازمة لسوق الفونوغراف الناشئة. ثم اندمجت شركة Volta Graphophone مع شركة American Graphophone لاحقًا، والتي تطورت فيما بعد إلى شركة كولومبيا للتسجيلات Columbia Records (التي شاركت في تأسيس سي بي إس CBS، وهي الآن جزء من شركة سوني Sony الإعلامية). بلغت قيمة حصة بيل في تبادل الأسهم في ذلك الوقت تقريبيًا 200 ألف دولار أمريكي (نصف إجمالي ما حصل عليه جميع الشركاء)، وسرعان ما خصص 100 ألف دولار منها لبرامج البحث والتعليم الخاصة بمكتب فولتا الذي شُكل حديثًا للأبحاث المتعلقة بالصم.
تأسست شركة American Graphophone Company على يد مجموعة من المستثمرين معظمهم من منطقة واشنطن العاصمة، ومنهم إدوارد إيستون، المحامي ومراسل المحكمة العليا بالولايات المتحدة، والذي تولى فيما بعد رئاسة شركة Columbia Graphophone Company ‏. أصبح مصنع هاو ماشين (لآلات الخياطة) في بريدجبورت بولاية كونيتيكت، أول مصنع يقوم بالتصنيع لصالح شركة أميركان جرافوفون. أقام تاينتر هناك لعدة أشهر للإشراف على التصنيع قبل أن يُصاب بمرض خطير، لكنه واصل بعد ذلك عمله الإبداعي لسنوات عديدة، حسبما سمحت صحته. كان مصنع بريدجبورت الصغير، الذي كان في بداياته قادرًا على إنتاج ثلاث أو أربع آلات يوميًا، قد تحول فيما بعد إلى شركة، وهي شركة الدكتافون Dictaphone Corporation.

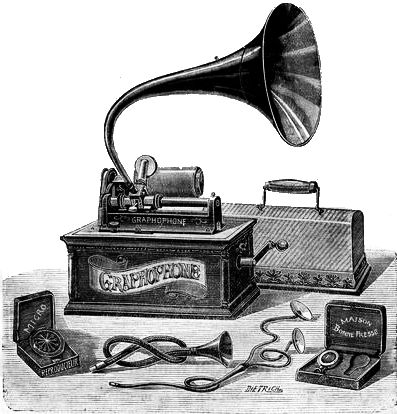
2A أحدث طراز من جهاز كولومبيا جرافوفون عام 1901م.

بعد فترة وجيزة من إنشاء شركة American Graphophone، استخدم جيسي ليبينكوت Jesse H. Lippincott ما يقرب من مليون دولار (ما يعادل قرابة 33,910,000 دولار أمريكي بأسعار اليوم)، من ميراث آل إليه لمحاولة السيطرة على الشركة، بالإضافة إلى حقوق براءات اختراع جهاز الجرافوفون وكذلك اختراعات بيل وتاينتر. وبعد فترة وجيزة، اشترى ليبينكوت شركة أيديسون للفونوغراف Edison Speaking Phonograph Company، ثم أنشأ شركة شمال أمريكا للفونوغراف North American Phonograph Company لتعزيز حقوق المبيعات الوطنية لكل من غرافوفون Graphophone وفونوغراف إديسون. في أوائل تسعينيات القرن التاسع عشر، وقَع ليبينكوت ضحية للمشاكل الميكانيكية التي واجهتها الأجهزة، كما وقع ضحية لمقاومة أصحاب الكتابة المختزلة. وقد أدى هذا إلى تأجيل شعبية جهاز الجرافوفون حتى عام 1889م عندما روّجه لويس جلاس، مدير شركة Pacific Phonograph Company، مرة أخرى من خلال الترويج لأسطوانات "ترفيهية" مغطاة بالنيكل.
أرسى عمل شركة فولتا الأساس للاستخدام الناجح لآلات الإملاء في الأعمال التجارية لأن عملية التسجيل بالشمع كانت طريقة عملية وكانت آلات التسجيل الصوتي يُمكن الاعتماد عليها. لكن الأمر استغرق عدة سنوات أخرى وجهود من توماس إديسون للتطوير، وكذلك التجديدات والتحسينات الإضافية التي أدخلها إميل برلينر، والعديد من الباحثين الآخرين، قبل أن تصبح صناعة تسجيل الموسيقى عاملاً رئيسيًا في الترفيه المنزلي ‏.

## التراث
في عام 1887م، باعت شركة فولتا براءات الاختراع المتعلقة بالتسجيل الصوتي لشركة American Graphophone Company التي نشأت حديثًا من خلال تبادل الأسهم مع شركة Volta Graphophone Company. استخدم بيل الأرباح الكبيرة التي حققها من بيع أسهمه في شركة جرافوفون لتأسيس مكتب فولتا كأداة "لزيادة ونشر المعرفة المتعلقة بالصم"، وكذلك لتمويل أعماله الخيرية الأخرى المتعلقة بالصمم. أصبح عمله البحثي العلمي والإحصائي حول الصمم واسع النطاق لدرجة أنه في غضون سنوات قليلة أصبحت وثائقه تملأ غرفة كاملة في مختبر فولتا في بيت والده. وبسبب المساحة المحدودة المتاحة هناك، وبمساعدة والده الذي ساهم بمبلغ 15 ألف دولار أمريكي (أي ما يعادل 510,000 دولار أمريكي تقريبًا بأسعار اليوم)، شيّد بيل مبنى مكتب فولتا الجديد في مكان قريب في عام 1893م.
أصبح مكتب فولتا أحد المراكز الرائدة في العالم في مجال الأبحاث المتعلقة بالصمم وتربية الصم، تحت إشراف المشرف جون هيتز. عمل مكتب بيل في فولتا بالتعاون الوثيق مع الجمعية الأمريكية لتشجيع تعليم الكلام للصم (AAPTSD)، والتي تأسست في عام 1890م، ولاحقًا انتُخب بيل رئيسًا لها. وقد دُمجت أبحاث فولتا لاحقًا في جمعية ألكسندر جراهام بيل للصم (المعروفة الآن أيضًا باسم "AG Bell") عند إنشائها عندما اندمج مكتب فولتا مع الجمعية الأمريكية لتشجيع تعليم الكلام للصم AAPTSD في عام 1908م، بدعم مالي من بيل. أُعيد تسمية الجمعية الأمريكية لتشجيع تعليم الكلام للصم AAPTSD إلى جمعية ألكسندر جراهام بيل للصم ‏ في عام 1956.
تحسَّن السجل التاريخي لمختبر فولتا بدرجة كبيرة في عام 1947م عندما تبرعت لورا ف. تاينتر Laura F. Tainter، أرملة الشريك سومنر تاينتر، بعشرة مجلدات متبقية (من أصل 13) من مذكرات تاينتر المنزلية إلى المتحف الوطني للتاريخ الأمريكي التابع لمؤسسة سميثسونيان - وكانت المجلدات 9 و10 و13 قد دُمرت في حريق في سبتمبر 1897م. وقد وصفت تلك المذكرات اليومية بالتفصيل العمل الذي كان يجري في المختبر خلال ثمانينيات القرن التاسع عشر.
في عام 1950م تبرعت لورا تاينتر بمواد تاريخية أخرى، بما في ذلك مخطوطة سامنر تاينتر المطبوعة "مذكرات تشارلز سامنر تاينتر"، والتي تضمنت أول 71 صفحة منها تفاصيل تجاربه حتى عام 1887م، بالإضافة إلى المزيد من الكتابات عن عمله في مصنع الجرافوفون في بريدجبورت، كونيتيكت.

### صوت بيل
توفي ألكسندر جراهام بيل في عام 1922م، وحتى وقت قريب لم تكن هناك تسجيلات معروفة لصوته. في 23 أبريل 2013م، أعلن المتحف الوطني للتاريخ الأمريكي التابع لمؤسسة سميثسونيان، والذي يضم مجموعة من مواد مختبر فولتا، أن أحد تسجيلات الصوت التجريبية الهشة من مختبر فولتا، وهو قرص شمعي متدهور على ورق مقوى يمكن تشغيله الآن بأمان بواسطة تقنية المسح الضوئي البصري IRENE، قد حافظ على صوت المخترع ذي اللكنة الاسكتلندية. كما أعاد موظفو المتحف الذين يعملون مع العلماء في مختبر لورانس بيركلي الوطني التابع لوزارة الطاقة الأمريكية إنتاج صوت والده، ألكسندر ميلفيل بيل ‏، وذلك من تسجيل يعود إلى عام 1881م مأخوذ من الأخدود المملوء بالشمع في جهاز فونوغراف أسطواني من ورق القصدير من إنتاج شركة إديسون.
من الواضح أن كلا التسجيلين كانا في اختبار لبعض مسجلات التجارب في مختبر فولتا، حيث استخدم العديد منها الأقراص بدلاً من الأسطوانات. التسجيل التجريبي الذي تبلغ مدته 4 دقائق و35 ثانية على القرص، والذي يتكون في معظمه من تلاوة للأرقام، مؤرخ بتاريخ 15 أبريل 1885م، من خلال نقش على الشمع والصوت في التسجيل نفسه. ويُختتم بتوقيع منطوق حاسم من بيل حيث يقول: "اسمع صوتي. ... ألكسندر.. جراهام.. بيل".
بعد سماع التسجيل، وصفته كاتبة سيرة بيل شارلوت جراي قائلة:

## الموقع
يقع مكتب فولتا في 3417 فولتا بليس شمال غرب، أو بدلاً من ذلك في 1537 شارع 35 شمال غرب، في منطقة جورج تاون بواشنطن العاصمة، بالقرب من جامعة جورج تاون وعلى الجانب الآخر من الشارع من مدرسة جورج تاون التحضيرية للزيارة ‏.

## براءات اختراع مختبر فولتا
حصل مختبر فولتا على العديد من براءات الاختراع، وفيما يلي سرد لأهم براءات الاختراع التي نتجت من جمعية مختبرات فولتا:
| رقم براءة الاختراع  | السنة | اسم الاختراع                                         | المخترعون                           |
| ------------------- | ----- | ---------------------------------------------------- | ----------------------------------- |
| U.S. Patent 229٬495 | 1880  | سجل المكالمات الهاتفية                               | C. S. Tainter                       |
| U.S. Patent 235٬496 | 1880  | جهاز إرسال الفوتوفون                                 | A. G. Bell C. S. Tainter            |
| U.S. Patent 235٬497 | 1880  | خلايا السيلينيوم                                     | A. G. Bell C. S. Tainter            |
| U.S. Patent 235٬590 | 1880  | خلايا السيلينيوم                                     | C. S. Tainter                       |
| U.S. Patent 241٬909 | 1881  | جهاز إستقبال ضوئي                                    | A. G. Bell C. S. Tainter            |
| U.S. Patent 243٬657 | 1881  | جهاز إرسال الهاتف                                    | C. S. Tainter                       |
| U.S. Patent 289٬725 | 1883  | موصل كهربائي                                         | C. S. Tainter                       |
| U.S. Patent 336٬081 | 1886  | جهاز إرسال للهاتف الكهربائي                          | C. A. Bell                          |
| U.S. Patent 336٬082 | 1886  | ميكروفون نفاث لنقل الأصوات عن طريق النفاثات          | C. A. Bell                          |
| U.S. Patent 336٬083 | 1886  | جهاز إرسال الهاتف                                    | C. A. Bell                          |
| U.S. Patent 336٬173 | 1886  | جهاز إرسال الهاتف                                    | C. S. Tainter                       |
| U.S. Patent 341٬212 | 1886  | إعادة إنتاج الأصوات من أسطوانات الفونوغراف           | A. G. Bell C. A. Bell C. S. Tainter |
| U.S. Patent 341٬213 | 1886  | إعادة إنتاج وتسجيل الأصوات باستخدام الطاقة الإشعاعية | A. G. Bell C. A. Bell C. S. Tainter |
| U.S. Patent 341٬214 | 1886  | تسجيل وإعادة إنتاج الكلام والأصوات الأخرى            | C. A. Bell C. S. Tainter            |
| U.S. Patent 341٬287 | 1886  | تسجيل وإعادة إنتاج الأصوات                           | C. S. Tainter                       |
| U.S. Patent 341٬288 | 1886  | جهاز لتسجيل وإعادة إنتاج الأصوات                     | C. S. Tainter                       |
| U.S. Patent 374٬133 | 1887  | أسطوانة ورقية للتسجيلات الجرافوفونية                 | C. S. Tainter                       |
| U.S. Patent 375٬579 | 1887  | جهاز لتسجيل وإعادة إنتاج الكلام                      | C. S. Tainter                       |
| U.S. Patent 380٬535 | 1888  | جرافوفون                                             | C. S. Tainter                       |
| U.S. Patent 385٬886 | 1888  | جرافوفون                                             | C. S. Tainter                       |
| U.S. Patent 385٬887 | 1888  | لوح جرافوفوني                                        | C. S. Tainter                       |
| U.S. Patent 388٬462 | 1888  | آلة لصنع الأنابيب الورقية                            | C. S. Tainter                       |
| U.S. Patent 392٬763 | 1888  | التركيبات الخاصة بأغشية الآلات الصوتية               | C. S. Tainter                       |
| U.S. Patent 393٬190 | 1888  | جهاز للاستخدام في الجرافوفونات                       | C. S. Tainter                       |
| U.S. Patent 393٬191 | 1888  | دعم الأجهزة الجرافوفونية                             | C. S. Tainter                       |
| U.S. Patent 416٬969 | 1889  | منظم السرعة                                          | C. S. Tainter                       |
| U.S. Patent 421٬450 | 1890  | لوح الجرافوفون                                       | C. S. Tainter                       |
| U.S. Patent 428٬646 | 1890  | آلة تصنيع الأقراص المغلفة بالشمع                     | C. S. Tainter                       |
| U.S. Patent 506٬348 | 1893  | جرافوفون يتم التحكم فيه بالعملة المعدنية             | C. S. Tainter                       |
| U.S. Patent 510٬656 | 1893  | جهاز إعادة إنتاج الجرافوفونات                        | C. S. Tainter                       |
| U.S. Patent 670٬442 | 1901  | تكرار تسجيلات الجرافوفون machine                     | C. S. Tainter                       |
| U.S. Patent 730٬986 | 1903  | جرافوفون                                             | C. S. Tainter                       |

## قراءة إضافية
- من أجل مساعدة الصم: مكتب فولتا جاهز تقريبًا لبدء عمله ، نيويورك تايمز ، 11 نوفمبر/تشرين الثاني 2009 1894، ص. 18. ملاحظة: قُدمت مناقشة موسعة حول المساعدة التي قدمها بيل إلى هيلين كيلر.
- تشو، لي، حتى الآن، لم يكن هناك زر تشغيل للتسجيلات التي قام بها بيل وإديسون في مختبرهما، سميثسونيان.كوم، 26 يناير/كانون الثاني 2015. ملاحظة: يحتوي أيضًا على مناقشة لمعرض سميثسونيان: "اسمع صوتي: ألكسندر جراهام بيل وأصول الصوت المسجل"، المعروض في المتحف الوطني للتاريخ الأمريكي حتى 25 أكتوبر 2015.

## روابط خارجية
- مختبر ومكتب فولتا، قائمة "مسار السفر" في دائرة المتنزهات الوطنية.
- مسح المباني التاريخية الأمريكية: مكتب فولتا، 1537 شارع الخامس والثلاثون، شمال غرب، واشنطن، مقاطعة كولومبيا، العاصمة: 12 صورة، و14 صفحة بيانات ومواد تكميلية، في مسح المباني التاريخية الأمريكية.
- تسجيل لصوت بيل في مختبر فولتا، بتاريخ 15 أبريل، 1885